# Freilichtbühne (Augsburg)

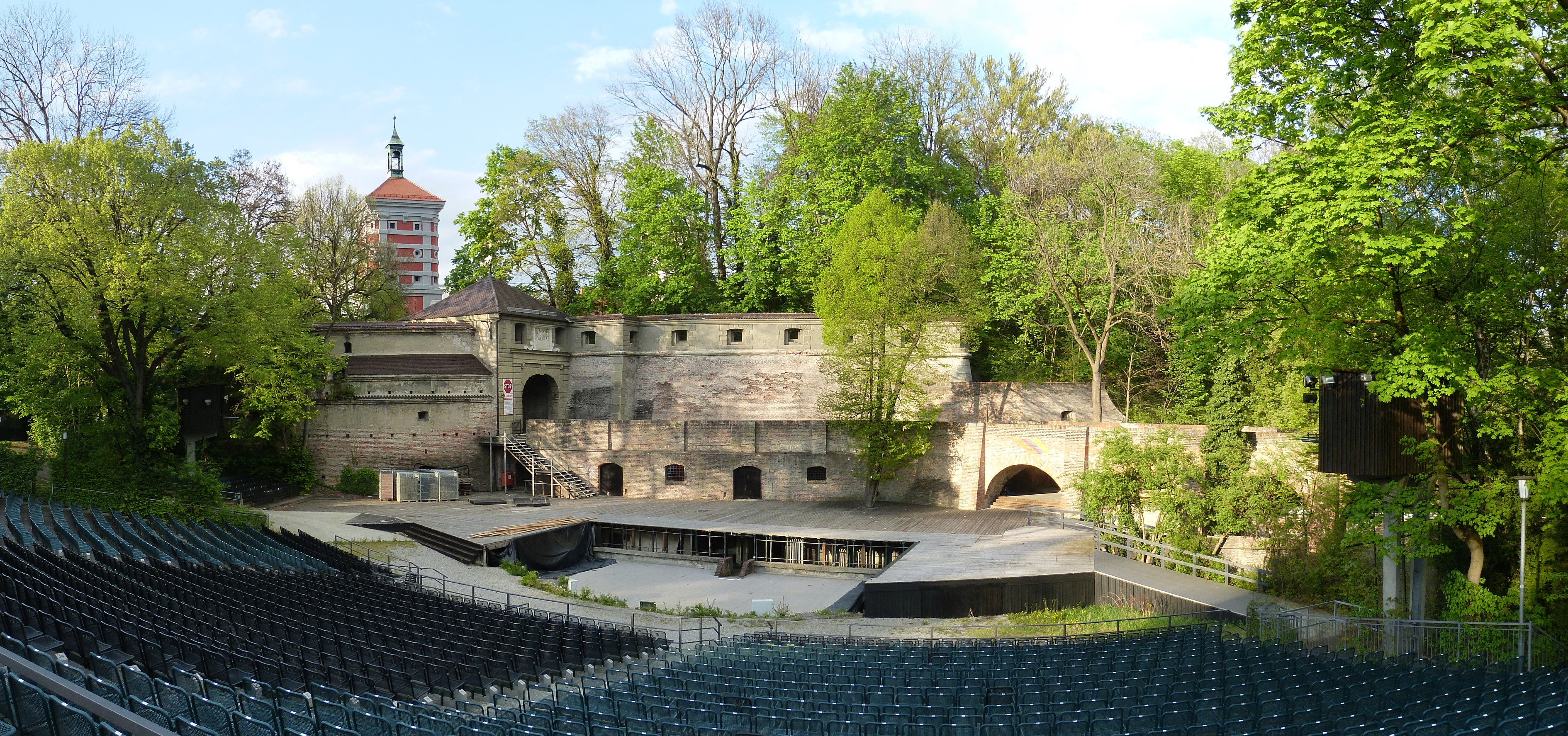
Panorama-Aufnahme der Freilichtbühne am Roten Tor.

Die Freilichtbühne am Roten Tor zählt zu den namhaften Freilichtbühnen Deutschlands. Sie besitzt mit dem Roten Tor, den Wallanlagen und dem Heilig-Geist-Spital im Hintergrund eine malerische mittelalterliche Kulisse.
Die Freilichtbühne hat über 2100 Sitzplätze und wird jährlich von Mitte Juni bis Anfang August vom Theater Augsburg mit Opern, Operetten und Musicals bespielt. Zudem finden Gastspiele und Konzerte vor der historischen Kulisse der Bastion am Roten Tor statt.

## Geschichte

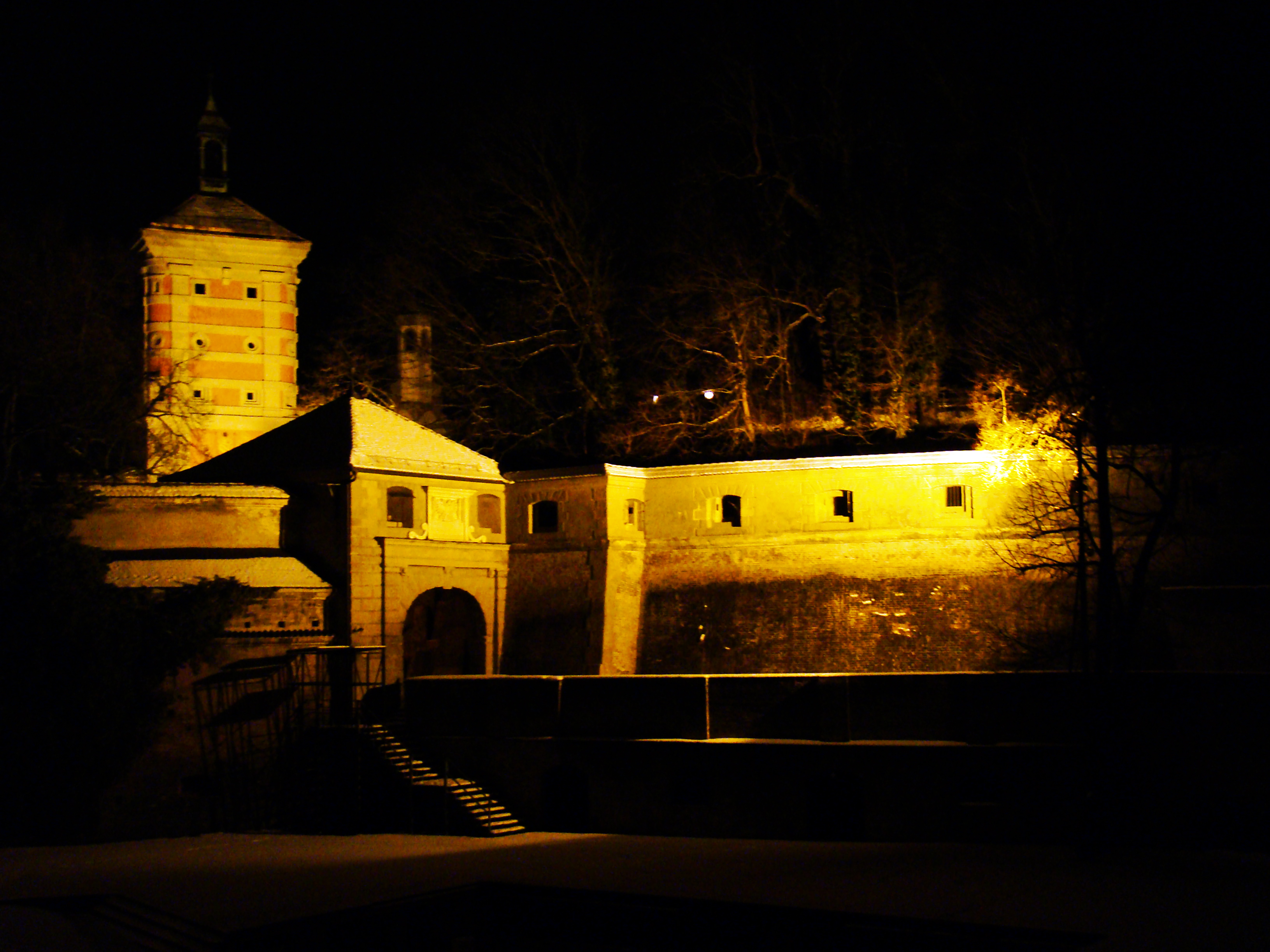
Die Freilichtbühne im Winter und bei Nacht

Im Jahr 1928 hatte Hans Alfred Steib, der damalige Leiter des Verkehrsvereins (heute „Regio Augsburg Tourismus“), nach dem Salzburger Vorbild von Hugo von Hofmannsthal vor St. Ulrich und Afra Freilichtspiele veranstaltet. Aufgeführt wurde der Jedermann.

### Erbauung 1929
Auf Anregung des Direktors der Münchner Kammerspiele Otto Falckenberg beschloss im Mai 1929 der Augsburger Stadtrat, den Wallgraben am Roten Tor zu einer Freilichtbühne umzubauen. An diesem Beschluss hatte auch der Bürgermeister Friedrich Ackermann große Verdienste. Bezahlt wurde die Errichtung der Freilichtbühne aus Mitteln des Friedrich-Prinz-Fonds.

### Erste Aufführungen
Noch im Jahr 1929 wurde die Bühne als Sommerspielstätte des Theaters Augsburg eröffnet. Man sprach von den Augsburger Festspielen im Amphitheater vor dem Roten Tor. Das erste Stück am 3. August 1929 war das Nachfolge-Christi-Spiel, bei dem Otto Falckenberg Regie führte. Ein paar Tage später führte man noch Ludwig van Beethovens Fidelio auf. Die München-Augsburger Abendzeitung nannte die Freilichtbühne damals die schönste Freilichtbühne Deutschlands. Allerdings war das Projekt zunächst ein finanzieller Misserfolg, da das Publikum nur wenig Gefallen an den Vorstellungen fand. Die Aufführungen auf der Freilichtbühne wurden daraufhin wieder eingestellt. 1932 taten sich Künstler der Städtischen Bühnen Augsburg zusammen und wagten auf eigene Rechnung neue Aufführungen auf der Freilichtbühne. Der neue Anlauf war von Erfolg gekrönt und legte den Grundstein für weitere Aufführungen.

### Die Zeit des 3. Reiches
Zur Zeit des Nationalsozialismus wurden auf der Freilichtbühne nationale Weihespiele, aber auch Opern und Schauspiele aufgeführt. Man spielte in dieser Zeit in jeder Saison bis zu einem Dutzend Stücke. Selbst Richard Strauss besuchte 1936 Augsburg und dirigierte auf der Freilichtbühne die Elektra. Für die Nationalsozialisten waren die Aufführungen auf der Freilichtbühne so genannte Reichswichtige Spiele. Ab 1940 kam es aufgrund des Krieges trotzdem zu Spielunterbrechungen. Erst ab 1946 begann man wieder mit jährlichen Aufführungen auf dem Augsburger Sommerparkett.

### Nachkriegszeit bis heute
Die 1950er und 1960er Jahre waren auf der Freilichtbühne die Zeiten großer italienischer Opern, Stars aus Verona traten gerne hier auf. In den letzten Jahrzehnten standen vermehrt Operetten, Opern und Musicals auf dem Spielplan.
Regelmäßig führt der Philharmonische Chor Augsburg in den Sommermonaten hier auch die Carmina burana von Carl Orff auf.
Zur 80-Jahr-Feier (2009) stand im Theater Augsburg erneut Beethovens Fidelio auf dem Spielplan. Im gleichen Jahr hatte ein Gutachten für den Bühnenboden Einsturzgefahr festgestellt, worauf in einer Dringlichkeitsverfügung des Oberbürgermeisters die Sanierung angeordnet wurde.

## Aufführungen in neuerer Zeit
- 1993 Carl Orff: Die Bernauerin (Regie: August Everding)
- 1995 Frederick Loewe: My Fair Lady
- 1997 Leonard Bernstein: West Side Story
- 1998 Giuseppe Verdi: Nabucco
- 1999 Paul Lincke: Frau Luna
- 2000 Otto Nicolai: Die lustigen Weiber von Windsor
- 2001 Pietro Mascagni: Cavalleria rusticana und Ruggiero Leoncavallo: Der Bajazzo
- 2002 Jerry Bock: Anatevka
- 2003 Georges Bizet: Carmen
- 2004 Irving Berlin: Annie Get Your Gun
- 2005 Johann Strauss: Der Zigeunerbaron
- 2006 Andrew Lloyd Webber: Jesus Christ Superstar
- 2007 Andrew Lloyd Webber: Jesus Christ Superstar (Wiederaufnahme aufgrund des großen Erfolgs im Vorjahr anstatt des ursprünglich geplanten Orpheus in der Unterwelt)
- 2008 Ralph Benatzky: Im weißen Rößl
- 2009 Franz Lehár: Das Land des Lächelns
- 2010 Giacomo Puccini: Turandot und Gottfried Greiffenhagen/Franz Wittenbrink: Die Comedian Harmonists
- 2011 Giuseppe Verdi: Il trovatore[3]  und Die Abseitsfalle (Eigenproduktion zur Frauen-Fußball-WM 2011)
- 2012 Richard Wagner: Der Fliegende Holländer und Carl Orff: Carmina burana
- 2013 Galt MacDermot: Hair
- 2014 Frederick Loewe: My Fair Lady
- 2015 Blues Brothers
- 2016 Cabaret
- 2017 Rocky Horror Show[4]
- 2018 Herz aus Gold (Fugger-Musical)
- 2019 Jesus Christ Superstar
- 2021 Chicago
- 2022 Kiss me, Kate und Herz aus Gold (Fugger-Musical)[5]
- 2023 3 Musketiere
- 2024 Sister Act und Turandot
- 2025 Evita